# لين فلم
لين فيلم (بالإنجليزية: Lenfilm) هي شركة إنتاج أفلام، واستوديو أفلام روسية، تأسست في 1914، يقع مقرها في سانت بطرسبرغ.

## روابط خارجية
- مقالات تستعمل روابط فنية بلا صلة مع ويكي بيانات